# Erzsébet Kocsis
Erzsébet Kocsis, född 11 mars 1965 i Győr, är en ungersk före detta handbollsspelare och före detta teknisk direktör för Dunaújvárosi Kohász KA (tidigare namn Dunaferr SE). Hon utsågs 1994 till Årets bästa handbollsspelare i världen av IHF.

## Klubblagskarriär
Erzsébet Kocsis spelade först i Győri ETO KC:s A-lag mellan 1982 och 1989. Efter att sedan ha spelat för Dunaferr SE fram till 1999 spelade Kocsis en säsong för Kiskőrösi KC innan hon avslutade sin karriär. Med Dunaferr SE vann hon det ungerska mästerskapet i Nemzeti Bajnokság och ungerska cupen (Magyar Kupa) 1998 och 1999. På klubbnivå vann hon alla de tre stora europeiska cuptitlarna med Dunaferr SE. Först Cupvinnarcupen 1995, tre år senare EHF-cupen och 1999 Champions League. Hon avslutade sin professionella karriär 2000. Men efter att hennes tidigare lag förlorat de flesta av sina spelare på grund av ekonomiska problem, gjorde Kocsis 2009 en kort comeback i Dunaferr SE och hjälpte Dunaújváros att undvika nedflyttning.

## Landslagskarriär
Erzsébet Kocsis spelade 125 landskamper för det ungerska landslaget mellan 1986 och 1996 och gjorde 328 mål. Hennes första stora internationella merit var en silvermedalj vid världsmästerskapet i handboll för damer 1995. Hon tog OS-brons i damernas turnering i samband med de olympiska handbollstävlingarna 1996 i Atlanta. Hon utsågs av IHF till världens bästa damspelare 1995.

## Privatliv
Erzsébet Kocsis är gift med Árpád Sári, som är före detta handbollsspelare. Deras dotter Barbara Sári är också professionell handbollsspelare.

## Individuella utmärkelser
- Nemzeti Bajnokság (ungerska ligan) Skytteligavinnare 1993
- Årets ungerska handbollsspelare: 1992 och 1994
- Årets bästa handbollsspelare i världen 1995